# آناتومی (فیلم)
آناتومی (آلمانی: Anatomie) فیلمی در ژانر تریلر روانشناسانه با کاگردانی اشتفان روزویتسکی است که در سال ۲۰۰۰ منتشر شد. از بازیگران آن می‌توان به فرانکا پوتنته اشاره کرد.